# Matthews (North Carolina)
Matthews is een plaats (town) in de Amerikaanse staat North Carolina, en valt bestuurlijk gezien onder Mecklenburg County.

## Demografie
Bij de volkstelling in 2000 werd het aantal inwoners vastgesteld op 22.127.
In 2006 is het aantal inwoners door het United States Census Bureau geschat op 26.296, een stijging van 4169 (18,8%).

## Geografie
Volgens het United States Census Bureau beslaat de plaats een oppervlakte van
36,8 km², geheel bestaande uit land. Matthews ligt op ongeveer 222 m boven zeeniveau.

## Plaatsen in de nabije omgeving
De onderstaande figuur toont nabijgelegen plaatsen in een straal van 12 km rond Matthews.